# Fratelli-Inseln

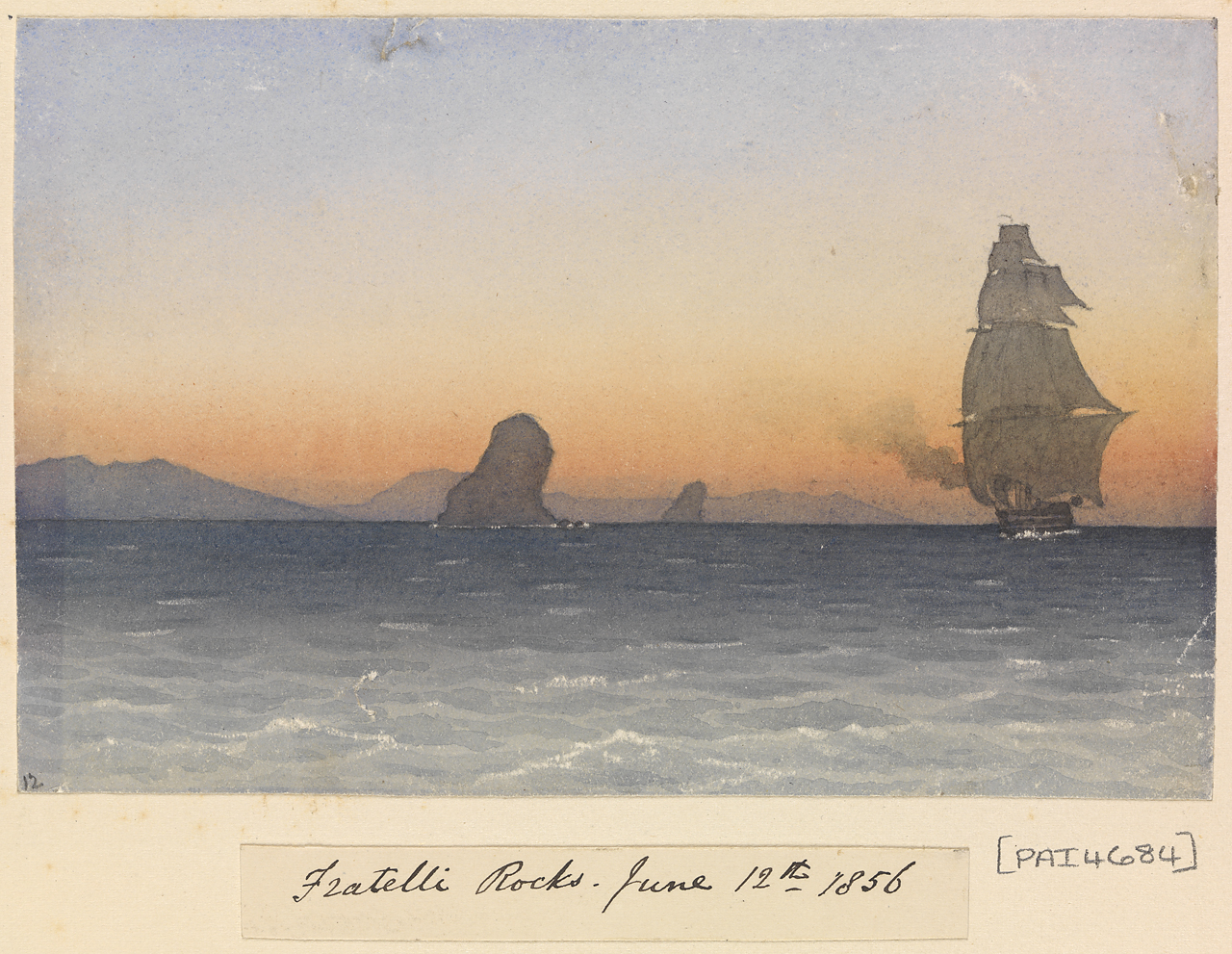
Edward Gennys Fanshawe 1865 – Segelschiff vor den Fratelli Rocks

Die Fratelli-Inseln (französisch Îles Fratelli, arabisch رشادة الأخوان, DMG Rašādat al-Aḫawān, deutsch Brüderinseln) sind zwei unbewohnte tunesische Felsinseln im Mittelmeer. Sie liegen etwa 4 km nördlich der nordafrikanischen Küste unweit vom Kap Serrat und gehören administrativ zum Gouvernement Bizerte. Die sich bis zu 20 m Höhe steil aus dem Mittelmeer erhebenden Felsen mit Grundrissflächen von 0,9 und 0,3 Hektar sind ein Brutgebiet unter anderem für den Eleonorenfalken (Falco eleonorae) oder den Gelbschnabel-Sturmtaucher (Calonectris diomedea).